# Ка Вјеро-Кароло (Виченца)
Ка Вјеро-Кароло је насеље у Италији у округу Виченца, региону Венето.
Према процени из 2011. године у насељу је живело 23 становника. Насеље се налази на надморској висини од 248 m.